# Armando Rastelli
Armando Rastelli (* 1974 in Fermo) ist ein italienischer Physiker und Hochschullehrer. Er ist Professor für Halbleiterphysik an der Johannes Kepler Universität (JKU) Linz und leitet sowohl die Abteilung Halbleiterphysik als auch das Institut für Halbleiter- und Festkörperphysik.

## Leben
Er studierte Physik an den Università degli studi di Camerino und Bologna und erhielt 1998 seine „Laurea“ in Physik mit einer Arbeit über die inelastische Kollision von hochenergetischen Myonen der kosmischen Strahlung am Gran Sasso. Nach dem Zivildienst in Smerillo wechselte er zur Halbleiterphysik und forschte an der Università degli studi di Pavia und an der Eidgenössischen Hochschule Zürich (ETH). Dort befasste er sich mit dem epitaktischen Wachstum von Silizium-Germanium-Nanostrukturen mittels Ultrahochvakuum-Sputter-Epitaxie und deren Untersuchung mittels Rastertunnelmikroskopie. Während der Promotionszeit war er auch drei Monate am Optoelectronic Research Center (ORC) der TU Tampere als Undergraduate Marie Fellow und vier Monate am L-NESS in Como. Armando Rastelli promovierte 2003 in Pavia mit einer Arbeit über die morphologische Evolution von Si-Ge-Nanoinseln auf Silizium-Substrat. Danach war er erst PostDoc und dann Gruppenleiter am Max-Planck-Institut für Festkörperforschung in Stuttgart (2003–2007) und Abteilungsleiter am Leibniz-Institut für Festkörper- und Werkstoffforschung (IFW) Dresden (2007–2012). Seit Juni 2012 ist er an der JKU.
2019 wurde Rastelli als korrespondierendes Mitglied in die Österreichische Akademie der Wissenschaften aufgenommen.
Rastelli ist verheiratet und Vater von Zwillingen.

## Arbeits- und Forschungsschwerpunkte
Schwerpunkte der Forschung sind einerseits die Herstellung, mittels Molekularstrahlepitaxie, von neuartigen Halbleiternanostrukturen (hauptsächlich Quantenpunkte) auf Basis von Galliumarsenid (GaAs) und die Steuerung deren optischer und elektronischer Eigenschaften mittels externer Felder, und andererseits die Untersuchung der thermoelektrischen Eigenschaften von Halbleiterdünnschichten. Ziel des ersten Schwerpunktes ist die Realisierung von Halbleiterbauelementen für die Anwendung in der Quantenoptik und möglicherweise im Bereich der Quantenkommunikation. Beim letzteren geht es um die Entwicklung und detaillierte Charakterisierung von Modellsystemen zum Verständnis der Effekte der Nanostrukturierung in Bezug auf den thermoelektrischen Transport in Halbleitern. Ziel ist die Entwicklung von Materialien mit erhöhter Konversionseffizienz zur direkten Umwandlung von Wärme in elektrische Energie und umgekehrt.